# شمشیر پنهان (فیلم ۲۰۲۳)
شمشیر پنهان (انگلیسی: Hidden Blade) یک فیلم داستان جاسوسی و دلهره‌آور چینی مربوط به جنگ جهانی دوم محصول سال ۲۰۲۳ به کارگردانی چنگ ار با بازی تونی لیانگ و وانگ ییبو است. این فیلم در ۲۲ ژانویه ۲۰۲۳ (سال نو چینی) در چین منتشر شد.
داستان فیلم یک روز پس از حمله ژاپن به به پرل هاربر آغاز می‌شود و رشد چین تحت رهبری حزب کمونیست چین را روایت می‌کند.